# Cavan Clerkin
Cavan Clerkin, född 1973 i Hackney, London, är en brittisk skådespelare.
Clerkin har bland annat medverkat i TV-serierna från The Last Kingdom (2017–2022) The Capture (2019–2022). Han har även medverkat i filmerna Muscle från 2019 The Last Kingdom: Seven Kings Must Die från 2023.

## Filmografi (i urval)
- 2017-2022: The Last Kingdom
- 2019-2022: The Capture
- 2019: Muscle
- 2023: The Last Kingdom: Seven Kings Must Die